# Bernard Hill
Bernard Hill (født 17. december 1944 i Manchester, England, død 5. maj 2024) var en britisk skuespiller.
Bernard Hill var mest kendt for sine roller som Kaptajn Edward John Smith i Titanic og som Kong Théoden i Ringenes Herre filmene af Peter Jackson.
Efter optagelserne til Ringenes Herre sluttede, forærede instruktøren Peter Jackson ham Kong Théodens sværd, Hurigrim og hjelm.

## Filmografi
- Play for Today The Black Stuff (1979)
- Boys from the Black Stuff (1982)
- Jeg, Claudius (1976)
- Henry VI (Teater 1982)
- The Burston Rebellion (1985)
- The Cherry Orchard (Aldwych Theatre, 1986)
- Macbeth (Leicester Haymarket Theatre, 1986)
- Drowning by Numbers (1988)
- Titanic (1997)
- True Crime (1999)
- Ringenes Herre - De to Tårne (2002)
- Ringenes Herre - Kongen vender tilbage (2003)
- A Very Social Secretary (2005)
- The Government Inspector (2004)
- Exodus (2007)